# فابيو مورا
فابيو مورا (17 يناير 1992 في البرتغال - ) هو لاعب كرة قدم برتغالي في مركز الهجوم. لعب مع ديسبورتيفو تروفينسي.

## وصلات خارجية
- فابيو مورا على موقع قاعدة بيانات كرة القدم.إي يو (الإنجليزية)